# El Crucero de Santa María
El Crucero de Santa María es una localidad mexicana ubicada en el estado de Jalisco, dentro del municipio de San Martín Hidalgo.

## Geografía
El Crucero de Santa María se localiza en el sur del municipio de San Martín Hidalgo, en el límite con el municipio de Cocula.
Se encuentra a 1320 m s. n. m. y cubre un área de 1.73 km².

## Demografía
De acuerdo con el censo de 2020, la población de El Crucero de Santa María era de 3431, de los que 1755 eran mujeres y 1676, hombres. 
En dicho año, se contabilizaron 1414 viviendas, de las que 962 se encontraban habitadas.
| Gráfica de evolución demográfica de El Crucero de Santa María entre 1930 y 2020 |
|                                                                                 |
| Fuente: Instituto Nacional de Estadística y Geografía.                          |